# Jeżyki
Jeżyki (Duits: Giesenaue) is een plaats in het Poolse district  Gorzowski, woiwodschap Lubusz. De plaats maakt deel uit van de gemeente Bogdaniec en telt 180 inwoners.